# Mleko u prahu
Mleko u prahu je trajan proizvod koji se dobija uklanjanjem vode iz mleka (sušenjem). U odsustvu vode mikroorganizmi ne mogu da se razvijaju, pa je tako ovom proizvodu obezbeđena trajnost.

## Faze

### Prijem mleka
Postavljaju se praktično isti zahtevi sirovini kao i pri izboru mleka za proizvodnju KNM i KZM.

### Prečišćavanje, hlađenje i skladištenje
Kao kod kondenzovanog.

### Standardizacija
Podešava se tako da odnos masti prema SMBM bude isti kao odnos koji se želi dobiti u gotovom proizvodu.

### Termička obrada
Obično visoka pasterizacija. Pošto rastvorljivost mleka u prahu uglavnom zavisi od stabilnosti mlečnih proteina koristi se HTST rešim, jer se na ovaj način najmanje utiče na njihovu stabilnost. Osnovni cilj je uništiti patogene mikroorganizme i inaktivisati enzime.

### Homogenizacija
Nije obavezna, ali se u poslednje vreme sve više primenjuje da bi se smanjila količina slobodne masti koja smanjuje rastvorljivost praha. Može se obaviti pre ili posle uparavanja.

### Uparavanje
Osnovni razlog primene uparavanja jeste znatno pojeftinjenje proizvodnje, jer za isparavanje 1 kg vode iz mleka potrebno je utrošiti 3 puta više energije ako se suši na valjcima i oko 7 puta više ako se suši raspršivanjem; u poređenju sa uparavanjem.
Pored ovoga prah ima bolju održivost ako je proizveden od uparenog mleka.
Uparavanje se vrši u višestepenom uparivaču. Veličina koncentrisanja zavisi od načina na koji će se sušiti mleko. Ako se planira sušenje na:
- valjcima, koncentriše se do 30-35% SM. Veći stepen koncentracije bi na valjcima prouzrokovao stvaranje debelog sloja, i dovelo do intenzivnih ireverzibilnih promena proteina laktoze i masti.
- raspršivanjem, koncentriše se do 40-50% SM. Veće koncentrisanje bi povećalo viskozitet, otežalo dispergovanje i onemogućilo raspršivanje.

### Sušenje
U industrijskim uslovima mleko se suši na dva načina:
- u sušicama sa valjcima
- u komorama za sušenje raspršivanjem

### Pakovanje
Prah se pakuje u pogodne kontejnere koji su nepropusni za vlagu, gasove, svetlost... Uglavnom se koristi sledeća ambalaža: papirne višeslojne kutije ili džakovi sa polietilenskom vrećom sa unutrašnje strane, metalna burad sa polietilenskim vrećama i limenke prevučene staniolom sa unutrašnje strane.
Kada je proizvod namenjen za duže čuvanje pakuje se u atmosferi inertnog vazduha, najčešće N2, ili u parcijalnom vakuumu da bi se izbegle oksidativne promene masti i drugih komponenata mleka.

### Skladištenje
Propisno hermetički upakovano mleko skladišti se na sobnoj temperaturi(20 °C).

### Kvalitet
U nedostatku dovoljne pažnje i kontrole u procesu proizvodnje može da dođe do nepoželjnih promena kvaliteta. Osnovne osobine kojima se meri kvalitet praha, a gde mogu da se pojave mane su:
- Struktura praha

Zavisi pre svega od načina sušenja. Prah dobijen sušenjem na valjcima ima ljuspastu strukturu bez inkorporiranog vazduha, dok prah dobijen sušenjem raspršivanjem je loptastog oblika i sadrži vakuole vazduha.
- Rastvorljivost

Određena je pravilnikom i ne sme biti manja od 95% (dobijen na valjcima), odnosno 99% (dobijen raspršivanjem). Smanjena rastvorljivost posljedica je pre svega denaturacije proteina mleka, pa su ove promene izraženije ako je prah dobijen sušenjem na valjcima.
- Sadržaj vode

Određen je pravilnikom i iznosi najviše 6%, odnosno 4% ako je mleko sušeno raspršivanjem. Veći sadržaj vode ugrožava stabilnost i omogućava ili ubrzava nepoželjne hemijske reakcije u proizvodu.
- Pregorele čestice
- Sipkost je osobina praha da slobodno teče, kao pesak, bez zgrudnjavanja

Stvaranje grumena praha je posledica stanja laktoze, koja tokom sušenja ne stigne sva da kristališe, nego se nalazi i u amorfnom stanju.
Dok je kristalna forma laktoze veoma otporna na vlagu, amorfni oblik je veoma higroskopan, te u uslovima nehermetičkog pakovanja amorfna laktoza veze vlagu iz vazduha prelazeći u kristalnu, što može da dovede do zgrudnjavanja i gubitka osobina tečljivosti mleka u prahu.
- Oksidativne promjene mliječne masti

Dešavaju se u prisustvu O2 i katalizatora Cu i Fe zbog velikog sadržaja nezasićenih masnih kiselina u mlečnoj masti. Sprečava se pakovanjem u vakuumu ili inertnom gasu.
- Ukus

Promena je posledica oksidativne ili lipolitičke užeglosti mlečne masti.
- Boja

Može doci do tamnjenja usled Mjarovih reakcija.
- Prisustvo stafilokoka

Može da ima ozbiljne posledice po zdravlje potrošača. Ove mikroorganizme ne uništavaju temperature primenjene u toku proizvodnje mleka u prahu, te ukoliko se nađu u proizvodu predstavljaju opasnost posle rekonstituisanja jer su stvoreni enterotoksini ovih bakterija termostabilni.

## Instant mleko u prahu
Proces instantizacije poboljšava brzinu i celokupnost rekonstitucije osušenih proizvoda bez promene njihove rastvorljivosti. Osobine osušenog proizvoda koje su promenjene instantizacijom su:
- sposobnost penetracije praha kroz površinski sloj vode,
- sposobnost čestica praha da tonu kroz vodu nakon što se ovlaže,
- sposobnost praha da se disperguje bez stvaranja aglomerata
- sposobnost brzog rastvaranja

Aglomerizacija prouzrokuje povećanje količine vazduha inkorporiranog između čestica praha stvorenih aglomerata. Ovaj vazduh se tokom rekonstitucije zamenjuje vodom.
Vazduh inkorporiran između čestica praha omogućuje prilikom rekonstituisanja da mnogo veća količina vode dođe u kontakt sa česticama praha u istom momentu, što omogućuje brzo rastvaranje. U neinstantizovanom proizvodu u prahu stvoreni viskozni sloj oko nakupina čestica praha ometa dalji pristup vode, otežavajući i usporavajući rastvaranje.
Aglomerirani prah, dobijen postupkom instantizacije, ima grubu mikrostrukturu koja se i golim okom razlikuje od mleka u prahu u postupku klasičnog raspršivanja.

### Postoje dva osnovna tipa instantizacije
- dvostepen, gde se instantizacija odvija nakon sušenja praha. Odnosno polazna sirovina je već osušeni prah. Aglomerizacija se obavlja u komori za vlaženje
- jednostepeni, gde se instantizacija odvija za vreme sušenja. Polazna sirovina je evaporisano mleko. Aglomerizacija se obavlja već u toku sušenja u sušnici sa raspršivanjem, podešavanjem parametara sušenja.

### Tehnološki postupak instantizacije
Bez obzira na tehniku, se sastoji iz: 
- vlaženja površine čestica vodenom parom, vodom ili njihovom smesom
- aglomeracije, stvaranja agregata čestica praha prilikom njihovog turbulentnog kretanja i sudaranja ponovnog sušenja u struji toplog vazduha
- hlađenja i klasiranja po veličini čestica kako bi se uklonile čestice suviše malog ili velikog prečnika

## Dvofazni postupak

### Instantizacija obranog mleka u prahu
Prah se disperguje i vlaži u komori za vlaženje do sadržaja vode do 10 – 15% pri čemu dolazi do stvaranja aglomerata čestica praha.
Aglomerirani proizvod se transportuje u vibracionu sušnicu gde se ponovo suši u struji suvog vazduha na 90-140 °C i zatim odmah hladi.
Topao vazduh posle prolaska kroz fino perforirani konvejer vibracione sušnice nosi sa sobom sitne, neaglomerirane čestice praha prema ciklonu, gde se odvajaju. Vazduh se pušta u atmosferu, a sitne čestice vraćaju na početak procesa.
Po izlasku iz vibracione sušnice prah prolazi kroz sistem sita radi klasiranja. Najsitnije čestice se odvajaju i ponovo vraćaju u proces. Mešaju se sa prahom koji ulazi u proces i zajedno transportuju u komoru za vlaženje.
Iz vibracione sušnice izlazi gotov proizvod u kome sadržaj vlage nije veći od 4%.

### Instantizacija punomasnog mleka u prahu
Šema se delimično razlikuje ako se tretira proizvod koji sadrži mast.
Slobodna mast kod proizvoda koji sadrže mast formira hidrofobni omotač na površini čestica, impregnira ih i smanjuje sposobnost vezivanja vode. Da bi se ovo sprečilo, odnosno da se poboljša sposobnost rekonstituisanja ovih proizvoda, prahu se u procesu instantizacije dodaje PAM, najčesće lecitin.
U ovom procesu imamo dve vibracione sušnice.
Aglomerirani prah iz komore za vlaženje se dozira kroz sud u prvu vibracionu sušnicu kroz koju se produvava topao vazduh. Na taj način se postiže kasnije bolje prevlačenje čestica praha lecitinom, a istovremeno se uklanjaju mehanički nastale sasvim sitne čestice.
Po izlasku iz vibracione sušnice, a pre ulaska u drugu sušnicu istog tipa, aglomerati se tretiraju lecitinom prethodno rastvorenim u posebnim sudovima. Rastvor lecitina se raspršuje pod pritiskom u prah između dve vibracione sušnice.
U drugoj sušnici se lecitinska prevlaka uniformno raspoređuje po površini svih aglomerata. Opisani postupak instantizacije moguće je primeniti i ako se prah proizvodi u jednofaznom postupku.

## Jednofazni postupak
Tokom instantizacije u jednoj fazi proces aglomeracije odvija se za vreme i odmah nakon što su čestice praha formirane. Ovde nije polazna sirovina formirani prah nego evaporisano mleko.
Dakle, ovde već u toku sušenja evaporisanog mleka u sušnici sa raspršivanjem, zahvaljujući podešavanju odgovarajućih parametara sušenja (pre svega niska izlazna temperatura) prah koji napušta komoru za sušenje sadrži vise vlage sa česticama koje su već aglomerirale.
Prah se zatim provodi kroz dve vibracione sušnice (instantizera), gde se otklanja višak vlage i odakle topao vazduh odnosi vrlo sitne, neaglomerirane čestice praha u sistem ciklona. Preko glavnog ciklona, transportovane pod pritiskom, čestice praha se vraćaju na početak procesa, u komoru za raspršivanje.
Poslednjih godina je konstruisan novi tip komore za sušenje raspršivanjem, koja se u nastavku sastoji iz fiksne sušnice (instantizera). Takva komora za raspršivanje je manje visine, pa je potrebna visina zgrade manja, a s druge strane, ukomponovana sušnica ima produktivnost veću za 5 do 25%.
Kod ovog uređaja postoji mogućnost velikog variranja osobina praha, kao i dobijanje maksimalne aglomeracije i odličnih instant karakteristika. Ovakav način instantizacije sve više ulazi u industrijsku primenu zbog dobre ekonomičnosti i kvaliteta proizvoda.

### Kvalitet
Sreću se iste neželjene promene kvaliteta u slučaju nedovoljne pažnje u kontroli parametara, kao i kod običnog mleka u prahu.
Ukoliko nije propisno pakovan, proizvod može da apsorbuje vodu i izgubi instant karakteristike.

## Literatura
1. Tehnologija mleka i koncentrovani i sušeni proizvodi, Dr Marijana Carić, Zavod za izdavanje udžbenika, Novi Sad, 1988.

## Spoljašnje veze
- Sastav mleka u prahu